# 万国津梁の鐘

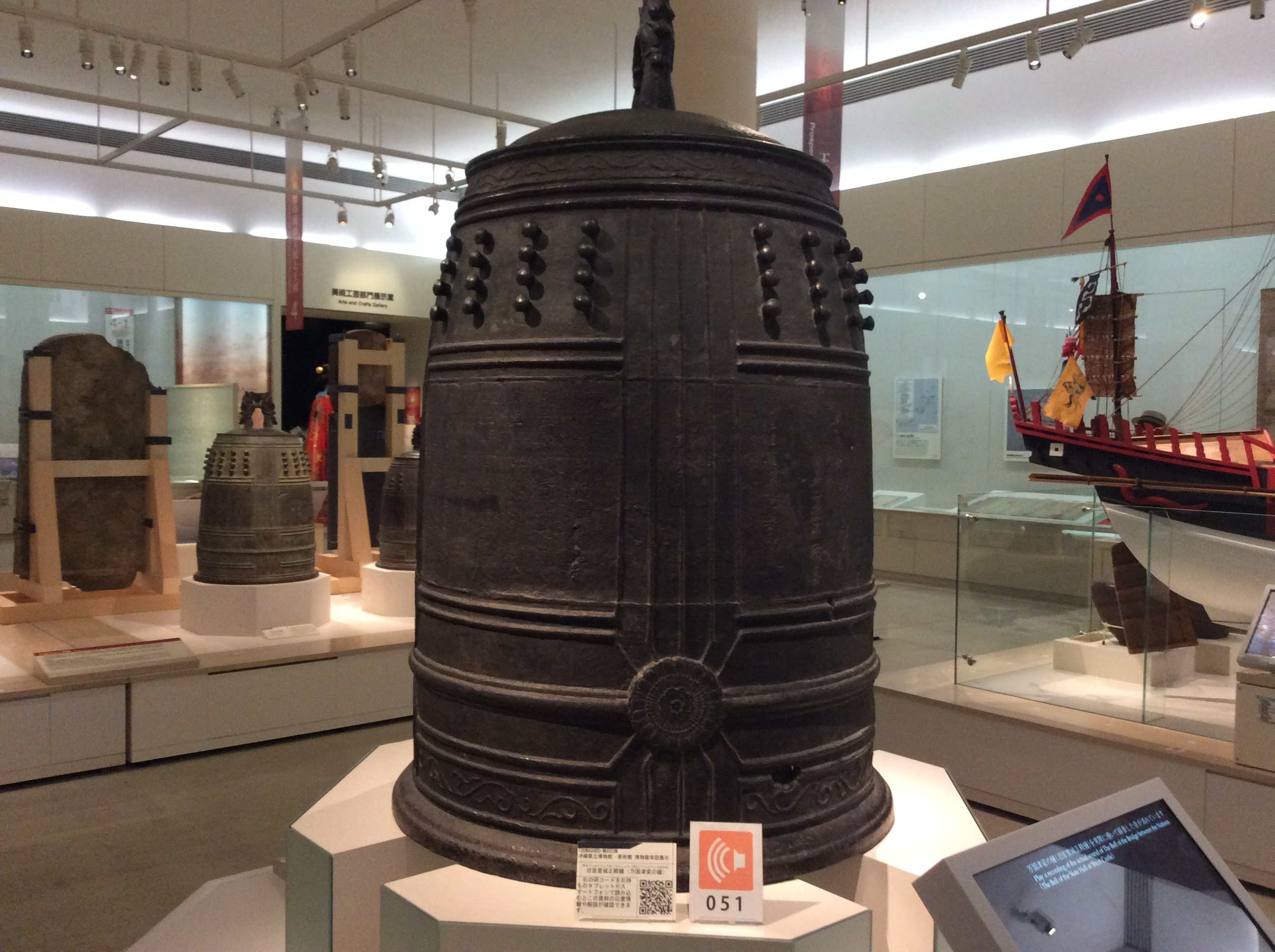
万国津梁の鐘（旧首里城正殿鐘）、沖縄県立博物館・美術館にて展示。

万国津梁の鐘（ばんこくしんりょうのかね、沖縄語：まんくくちろーぬかに）は、1458年に琉球王国第一尚氏王統の尚泰久王が鋳造させた釣鐘（梵鐘）の、現在沖縄における呼称。
表に刻まれた銘文に、琉球の海洋国家としての気概と、仏教の興隆が謳われている。かつては首里城正殿に懸けられていたが、現在は沖縄県の所有となっている（沖縄県立博物館・美術館にて保管）。1978年（昭和53年）6月15日に「銅鐘（旧首里城正殿鐘）」の名称で国の重要文化財に指定された。

## 概要
「万国津梁の鐘」は、高さ154.9cm・口径93.1cm・重さ721kgと、小形のものが多い琉球鐘の中にあって大形の作品であり、和鐘の形式であるが縦帯を4条にとって下帯を省略し、駒の爪を大きく出し2段にとるなど特異な点がみられる。製作に関わる情報として「戊寅六月十九日」・「大工藤原国善」の銘が入り、梵鐘研究者の坪井良平や杉山洋は作者の国善を筑前の芦屋鋳物師と推定している。
15世紀半ばに琉球国王が制作させた梵鐘の中には、豊前や筑前の鋳物師が製作を手がけた例がいくつか見られ、その背景には周防を拠点に北九州を支配していた守護大名の大内氏と琉球の関係があったことが指摘されている。
第二次世界大戦下、「万国津梁の鐘」は金属類回収令による供出対象にはならなかったが沖縄戦で被災し、表面にはその時の弾痕が残る。

### 銘文
鐘の表には、臨済宗の僧で琉球・相国寺（後述）の二世住持である渓隠安潜による漢文が刻まれ、「琉球国は南海の勝地にして、三韓の秀を鍾め、大明を以て輔車となし、日域を以て唇歯となす。此の二の中間に在りて湧出する蓬莱島なり。舟楫を以て万国の津梁となす」（書き下し）という一節は、日本と明国との間にあって海洋貿易国家として栄えた琉球王国の気概を示すものとされている、これは現在沖縄においてこの梵鐘が「万国津梁の鐘」と称されるゆえんである。
また後半は仏教の興隆が謳われ、これは当時内乱が打ち続いていた尚泰久王の治世において、仏教による鎮護国家思想を表したものとされている。1457年に尚泰久は朝鮮から大蔵経を取り寄せており、仏恩に報じるためにこの梵鐘を鋳造、建立したとされる。大意は次のようである。
中国と日本から齎された諸々の文化により琉球が繁栄し、世の主が大位を天授され民生を涵養し（琉球の）大地は青々としている。三宝を盛んにし四恩に報いるため（この）梵鐘を鋳造し王殿に懸ける。王は国制を中国に倣って敷き、先王の教えに倣い武芸を奨励する。梵鐘の音は三界の衆生を救い、世の主の大位と長寿を祝う。

以下四言詩が続く。全文は以下の通り。
現代語訳（書き下し文）は以下です。

### 元々の設置場所
この梵鐘は近代沖縄において首里城正殿に懸架されていたとされるが、元々の設置場所については歴史学者の間でも議論がある。1457年に尚泰久王が倭寇に拉致された朝鮮人民の送還と引替えに朝鮮から取り寄せた大蔵経大典と、この鋳造させた梵鐘は、王の仏教鎮護国家思想において根幹を為す国宝であり、梵鐘の銘文もその事を高らかに謡っているのである。
元々の梵鐘が懸架され、大典が奉納されていた場所は、先述の渓隠安潜が梵鐘に打銘した当時に住職をつとめていた相国寺（18世紀までには既に廃寺となっている）か、あるいは尚泰久王自身が仏教に深く帰依していたために住居である首里城正殿か（銘文どおり）、いずれかにあったとする2説に分かれている。

## 沖縄のシンボルとして
現在沖縄では、この梵鐘の銘文の前半部分、日本と明国との間にあって海洋貿易国家として栄えた琉球王国の気概を示す「万国津梁の鐘」として琉球新報に取り上げられている、

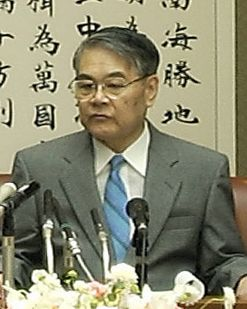
稲嶺恵一知事。背景の屏風に「万国津梁の鐘」銘文

2000年（平成12年）に開催された第26回主要国首脳会議（沖縄サミット）の会場に設定された名護市の「万国津梁館」の名称はこの梵鐘の名称から由来している。
沖縄県庁舎の第1知事応接室には、茅原南龍がこの銘文を揮毫した屏風が置かれており、知事の記者会見の折などに、テレビ等メディアに映される機会が多い。
翁長雄志前沖縄県知事は2016年（平成28年）6月23日の慰霊の日の式典の挨拶にてこの銘文を引用し、沖縄がアジア・太平洋地域と日本の架け橋になることを訴えた。

## 鐘の音
所蔵者の沖縄県立博物館・美術館では据え置いた形で展示されているが、来館者からの「実際の音を聞いてみたい」という意見を受け、X線等によって鐘の状態を調査した上で2016年（平成28年）11月に打音を収録し、2017年（平成29年）2月から、開館時間内の毎時0分・30分に館内で放送している。